# Macroleter
Macroleter is een geslacht van uitgestorven nycteroleteride parareptielen, die leefden in Oklahoma en Rusland tijdens het Laat-Perm.

## Naamgeving
De typesoort is Macroleter poezicus uit het Laat-Perm van Rusland, benoemd door de paleontologen Tverdochlebova en Ivachnenko in 1984. De geslachtsnaam is afgeleid van het Grieks makros, 'lang' en ὀλετήρ, oletèr, 'moordenaar'. De soortaanduiding schijnt een verschrijving te zijn van poeticus.
Het holotype is PIN 3586/1, een skelet met schedel gevonden bij Archangelsk.
Van Seymouria agilis (Olson, 1980) dat slechts van één exemplaar bekend is (holotype UCMP 143 277), werd oorspronkelijk gedacht dat het een reptielachtige amfibie was en werd het toegewezen aan het geslacht Seymouria. De vondst bestaat uit een bijna compleet skelet van de Chickasha-formatie van Oklahoma. In 2001 werd de vondst opnieuw toegewezen door Laurin en Reisz aan Macroleter. Tokosaurus, een ander parareptiel waarvan wordt gedacht dat het nauw verwant is aan Macroleter, is ook opnieuw toegewezen aan Macroleter en wordt beschouwd als een juveniel van Macroleter poezicus aangezien ze bekend zijn uit dezelfde plaats.

## Beschrijving
Het was een vrij algemeen basaal reptiel, dat in veel opzichten leek op hun amfibische voorouders. 
Macroleter had een schedel van acht centimeter en een totale lengte van vijfenzeventig centimeter. Het was over het algemeen hagedisachtig van bouw met een vrij platte en brede schedel. De tanden waren klein en puntig, wat aangeeft dat het voornamelijk op insecten en andere kleine ongewervelde dieren jaagde.

## Fylogenie
Volgens classificatie door Michel Laurin en Robert R. Reisz is het geslacht een parareptiel, behorend tot dezelfde tak als Millerettidae, Procolophonidae en andere gegeneraliseerde anapside reptielen. 